# Кенаши
Кенаши́ (каз. Кеңащы) — село у складі району Біржан-сала Акмолинської області Казахстану. Адміністративний центр та єдиний населений пункт Кенащинської сільської адміністрації.
Населення — 302 особи (2021; 386 у 2009, 576 у 1999, 840 у 1989).
Національний склад станом на 1989 рік:
- казахи — 100 %.